# Maratonløbet ved Sommer-OL 1896
Maratonløbet ved OL 1896 blev løbet 10. april 1896.

## Optakt til maratonløbet ved OL
Efter beslutningen i 1894 om at genoplive de olympiske lege gik forberedelserne i gang i Athen. En af konkurrencerne skulle være et "maratonløb" – en disciplin, der aldrig var blevet afholdt før. Det var blevet foreslået af franskmanden Michel Bréal, der var blevet inspireret af legenden om budbringeren Phidippedes, der løb fra byen Marathon til Athen for at overbringe meddelelsen om Athens sejr i Slaget ved Marathon.
Grækerne var meget entusiastiske omkring denne nye disciplin og besluttede at afholde udtagelsesløb for de græske deltagere. Disse løb blev arrangeret af en militær oberst, Papadiamantopoulos, der havde været Spiridon Louis' officer under hans værnepligt i årene 1893-1895. Det første udtagelsesløb – det første maratonløb nogensinde – blev afholdt den 22. marts og blev vundet af Kharilaos Vasilakos på 3 timer og 18 minutter. Spiridon Louis detog i det andet løb, to uger senere. Papadiamantopoulos, der var bekendt med Louis' løbetalent, havde overtalt ham til at deltage, og Louis krydsede målstregen som nummer 5, efter vinderen Dimitrios Deligiannis.
Den 10. april skulle det olympiske maratonløb løbes. Det græske publikum, der var meget entusiastiske omkring legene, var skuffet over at ingen grækere på det tidspunkt havde vundet en atletikkonkurrence. Særligt smerteligt havde det været, at sejren i diskoskast, en klassisk græsk disciplin, var gået til amerikaneren Robert Garrett.
På grund af den tætte forbindelse med græsk historie var publikum desperate efter at maratonløbet blev vundet af en af deres landsmænd.

## Løbet
I Marathon gav oberst Papadiamantopoulos startsignal for det lille felt af løbere bestående af 13 grækere og 4 udlændinge. Løbet gik ad støvede grusveje, langs hvilke massevis af græske tilskuere havde taget opstilling. I starten førte franskmanden Albin Lermusiaux, der tidligere var blevet nummer 3 i 1500 meter-finalen.
I byen Pikermi gjorde Spiridon Louis holdt ved en lokal kro for at drikke et glas vin. Efter at have spurgt om, hvor langt de andre løbere var foran, erklærede han selvtillidsfuldt, at han ville overhale dem alle inden målet på det olympiske stadion.
Efter 32 km var Lermusiaux udmattet og var nødt til at udgå af løbet efter at være kollapset. Føringen blev overtaget af Teddy Flack, en australsk løber, der allerede havde vundet de olympiske 800 m og 1500 m-løb. Men Louis nærmede sig langsomt Flack, der ikke var vant til at løbe så lange distancer, og kun 4 kilometer fra mål kollapsede australieren, og da en græsk tilskuer prøvede at hjælpe ham, slog han tilskueren ned og Flack blev diskvalificeret.
Dermed var Louis i spidsen af løbet.
I mellemtiden var atmosfæren spændt på stadion, især efter at en cyklist havde meddelt nyheden om at den australske løber var i front. Men endnu en budbringer blev sendt af sted af politiet, så snart Louis havde overtaget føringen, og da rygtet spredtes at en græker førte løbet, begyndte de tusindvis af tilskuere at råbe "Hellene, Hellene!". Da Louis endelig ankom til stadion, brød folkemasserne ud i jubel, og de to græske prinser – kronprins Konstantin og prins Georg – løb den sidste omgang på stadion sammen med ham, inden han gik i mål i tiden 2,58,50. Kun ni af de sytten startende gennemførte løbet.
Louis' sejr var startskuddet til en vild fejring, beskrevet i legenes officielle rapport:
"Here the Olympic Victor was received with full honour; the King rose from his seat and congratulated him most warmly on his success. Some of the King’s aides-de-camp, and several members of the Committee went so far as to kiss and embrace the victor, who finally was carried in triumph to the retiring room under the vaulted entrance. The scene witnessed then inside the Stadion cannot be easily described, and even foreigners were carried away by the general enthusiasm."
Efter sigende tilbød kongen Louis at vælge hvad som helst som gave, og det eneste han kunne komme i tanke om var en æseltrukket kærre, der kunne være til hjælp i hans arbejde som vandbærer.
Festen blev ikke mindre af at de næste to løbere på stadion også var græske. Nummer 3, Spyridon Belokas, blev dog senere diskvalificeret, da man opdagede at han havde fået et lift undervejs, og tredjepladsen gik i stedet til ungareren Gyula Kellner.
Efter sejren modtog Louis mange gaver fra sine landsmænd. Der var tale om alt fra juveler til gratis barberinger hos en barber resten af livet. Det vides ikke, om Louis tog imod alle disse gaver, men kærren han havde fået af kongen fik han i hvert fald med hjem. Han trak sig derefter tilbage til sin hjemby og konkurrerede aldrig mere i løb. Han levede et stille liv som bonde, og senere som lokal politibetjent.

## Resultat
| Placering | Deltager                | Tid         |
| --------- | ----------------------- | ----------- |
| 1         | Spiridon Louis          | 2:58:50     |
| 2         | Kharilaos Vasilakos     | 3:06:03     |
| 3         | Gyula Kellner           | 3:06:35     |
| 4         | Ioannis Vrettos         | ‘‘Ukendt’’  |
| 5         | Eleitherios Papasimeon  | ‘‘Ukendt’’  |
| 6         | Dimitrios Deligiannis   | ‘‘Ukendt’’  |
| 7         | Evangelos Gerakeris     | ‘‘Ukendt’’  |
| 8         | Stamatios Masouris      | ‘‘Ukendt’’  |
| –         | Edwin Flack             | DNF (37 km) |
| –         | Albin Lermusiaux        | DNF (32 km) |
| –         | Ioannis Lavrentis       | DNF (24 km) |
| –         | Georgios Grigoriou      | DNF (24 km) |
| –         | Arthur Blake            | DNF (23 km) |
| –         | Ilias Kafetzis          | DNF (9 km)  |
| –         | Sokratis Lagoudakis     | DNF (? km)  |
| –         | Dimitrios Khristopoulos | DNF         |
| DISQ      | Spyridon Belokas        | 3:06:30     |